# نیروگاه برق آبی لوترو-سیونگت
نیروگاه برق آبی لوترو-سیونگت (به لاتین: Lotru-Ciunget Hydroelectric Power Station) یک دریاچه در رومانی است که در village Ciungetu; Communes of Romania واقع شده‌است.